# Робін Гансон (плавець)
Робін Гансон (ісп. Robin Hanson, 2 квітня 2001) — шведський плавець.